# Ultimate Soccer Arena
Ultimate Soccer Arena é um estádio específico para futebol indoor em Pontiac, Michigan.
Tem 1.650 lugares permanentes, um restaurante com serviço completo, uma cafetaria com serviço completo, uma loja de futebol com serviço completo e mezanino.  O teto tem 21 m de altura. 
Até 2018, o  Michigan Bucks da USL Premier Development League. Atualmente, o estádio é a casa do Michigan Stars e do Detroit Mechanix da American Ultimate Disc League.